# Dorfkirche Altjeßnitz

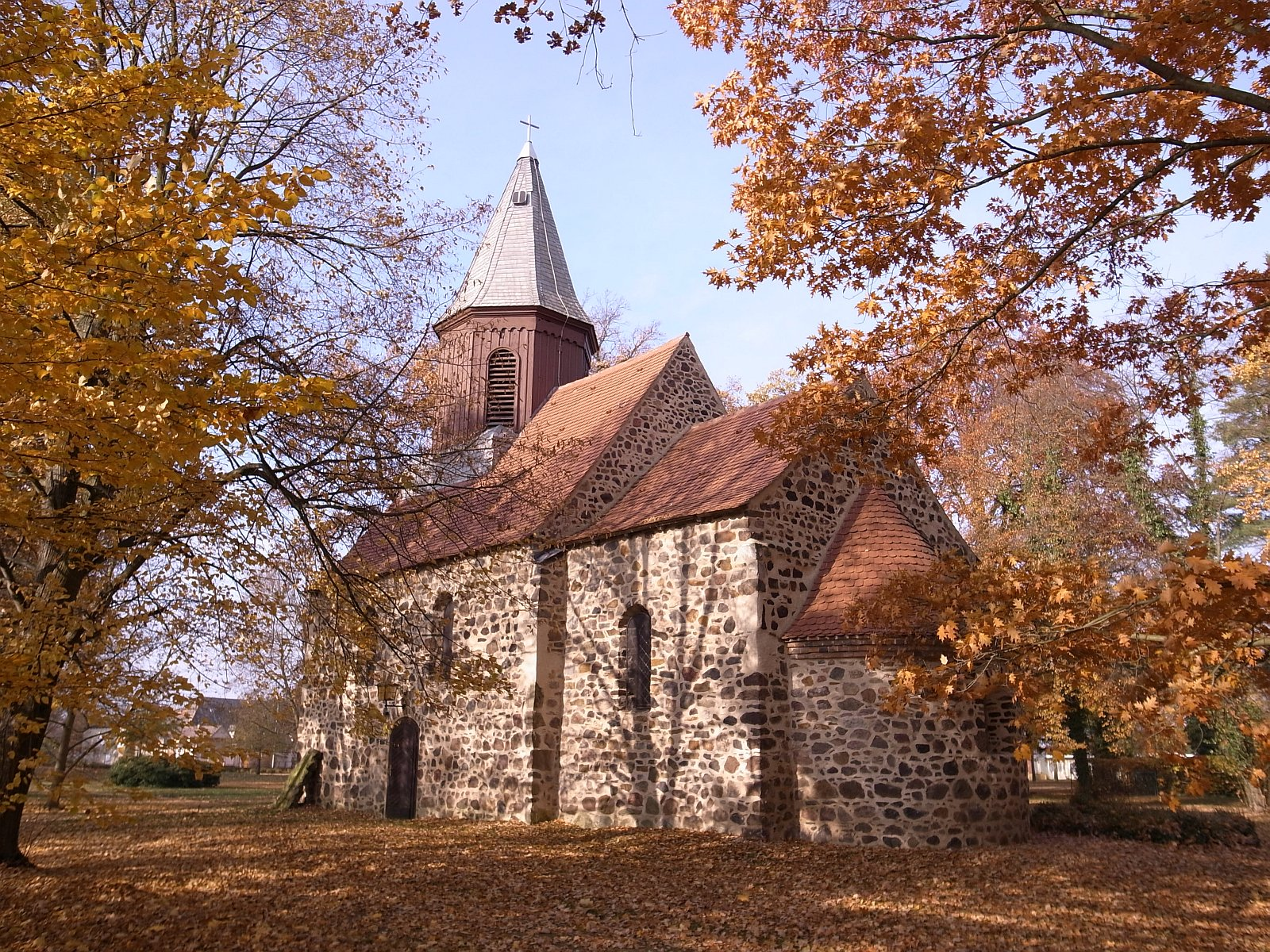
Kirche Altjeßnitz

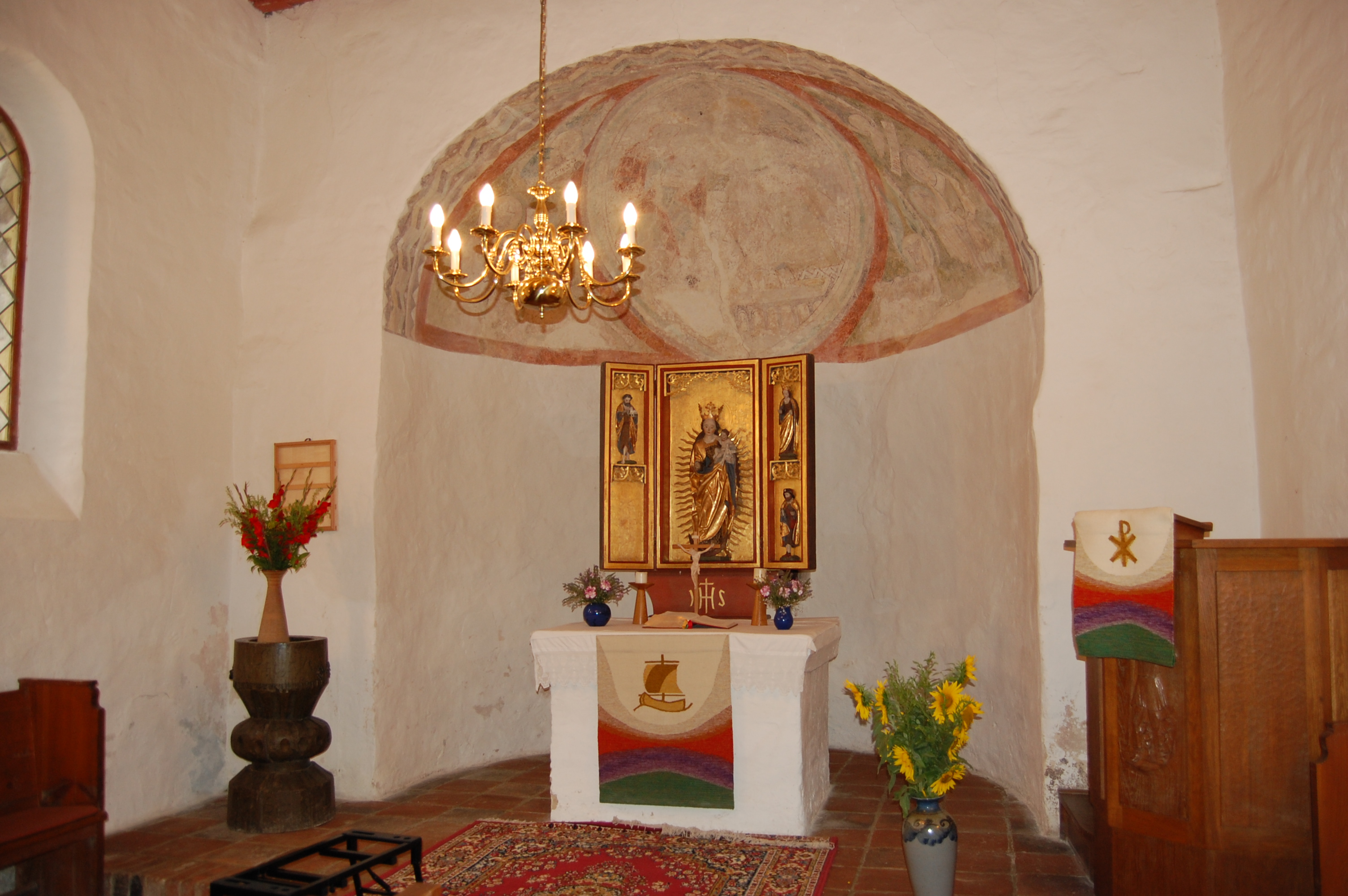
Altar und romanische Wandmalerei in der Apsis

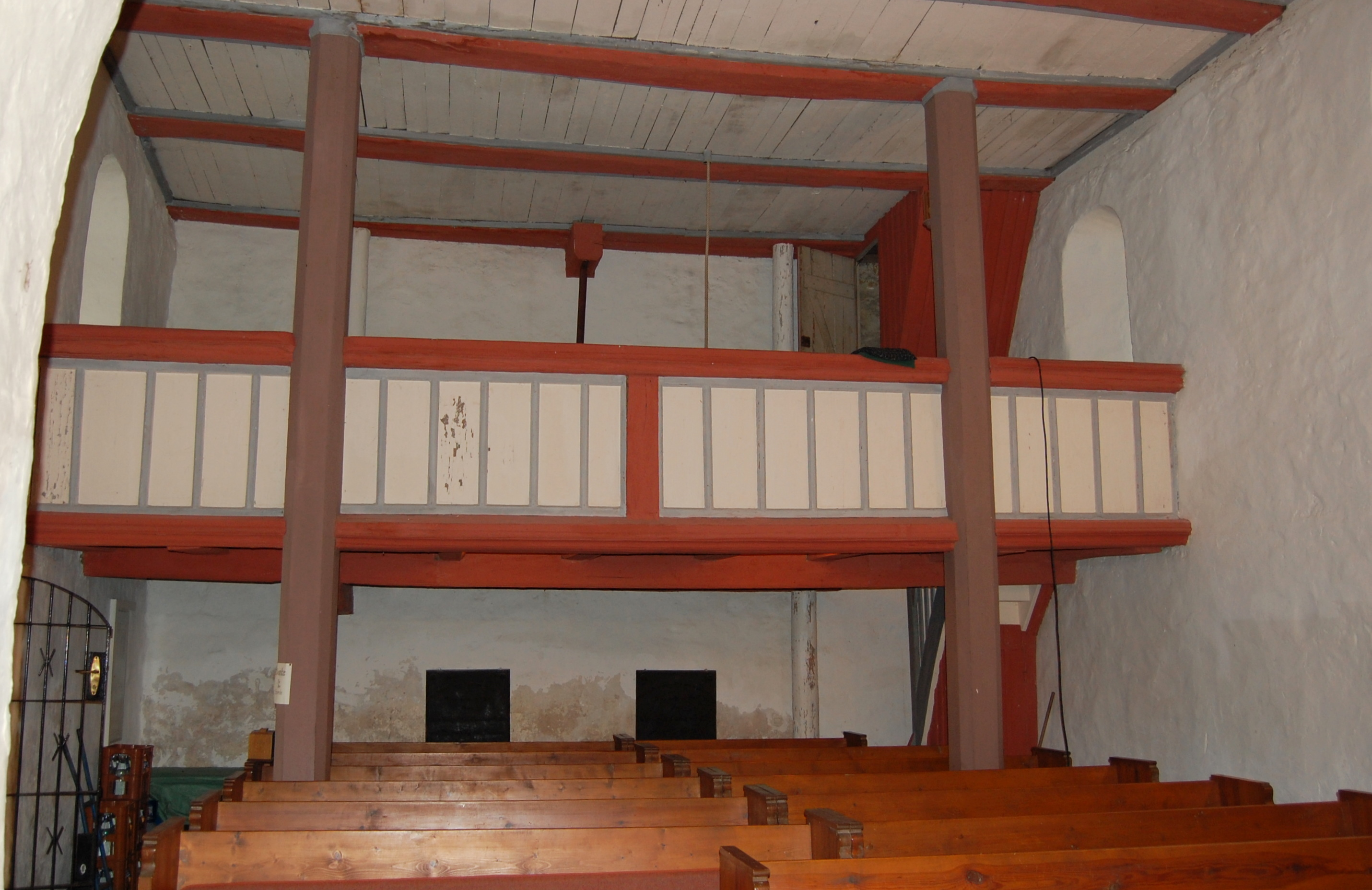
Empore

Die Dorfkirche Altjeßnitz ist die heute evangelische Kirche des zur Stadt Raguhn-Jeßnitz gehörenden Dorfes Altjeßnitz in Sachsen-Anhalt. Seit 2017 gehört sie zur Straße der Romanik.

## Architektur und Geschichte
Die Kirche entstand in der Zeit der Romanik als Feldsteinbau. Es wird angenommen, dass sie Teil eines Franziskanerklosters war. Das kurze Schiff verfügt über einen eingezogenen Chor und wird durch eine Apsis in Halbkreisform abgeschlossen. Aus der Bauzeit sind noch die romanischen Rundbogenfenster vorhanden. Philipp Melanchthon soll 1533, nach Einführung der Reformation, eine Kirchenvisitation an der Kirche durchgeführt haben. Oberhalb des Westgiebels wurde 1872 ein achteckiger, hölzerner Dachreiter aufgesetzt. Seine Spitze ist mit Schiefer gedeckt.
Im Zweiten Weltkrieg erlitt die Kirche Schäden. Die Instandsetzung erfolgte in den Jahren 1952/53.
Das Kircheninnere wird von einer flachen Decke überspannt. Zwischen Schiff und Chor befindet sich ein Triumphbogen. In der Kalotte der Apsis befindet sich eine bereits um das Jahr 1200 entstandene Wandmalerei. Sie war im Laufe der Zeit übermalt worden und wurde 1946 wiederentdeckt. Sie stellt den thronenden Christus dar. Bei einer zweiten sitzenden Figur dürfte es sich um Maria handeln. Johannes der Täufer und ein Bischof sind neben den vier Symbolen der Evangelisten dargestellt.
Vom Ende des 15. Jahrhunderts stammt der kleine geschnitzte Altar in dessen Schrein eine Madonna auf der Mondsichel im Strahlenkranz zu sehen ist. Der Altar verfügt über schmale Flügel. Im Rechten ist Jakobus Major oberhalb einer Heiligen und links Johannes der Täufer dargestellt. Unterhalb von Johannes befand sich ursprünglich die heilige Dorothea, die jedoch gestohlen wurde. An den Außenseiten der Flügel sind noch Reste der ehemaligen Bemalung mit vier Heiligenfiguren zu erkennen.
In der Kirche befindet sich auch eine hölzerne, eher grob geformte hölzerne Taufe, deren Entstehung im 17. Jahrhundert vermutet wird.